# Ołeksandr Czuriłow
Ołeksandr Wołodymyrowycz Czuriłow, ukr. Олександр Володимирович Чурілов (ur. 6 czerwca 1984 w Żdanowie, w obwodzie donieckim) – ukraiński piłkarz, grający na pozycji bramkarza.

## Kariera piłkarska

### Kariera klubowa
Wychowanek klubów Metałurh Mariupol, Zoria Ługańsk oraz Akademii Piłkarskiej Szachtar Donieck, barwy których bronił w juniorskich mistrzostwach Ukrainy (DJuFL). 5 sierpnia 2001 rozpoczął karierę piłkarską w drugoligowej drużynie Maszynobudiwnyk Drużkiwka. Potem występował w miejscowych klubach Piwdeństal Jenakijewe i Wuhłyk Dymytrow. W październiku 2004 debiutował w składzie pierwszoligowego IhroSerwisu Symferopol. Następnie był zmuszony przez półtora roku zawiesić karierę. Dopiero latem 2006 powrócił do gry w Olimpiku Donieck. Podczas przerwy zimowej sezonu 2007/08 zasilił skład klubu Feniks-Iliczowiec Kalinine. Przez problemy finansowe klubu w następnym roku był zmuszony wyjechać do Mołdawii, gdzie przez pół roku bronił barw Dacii Kiszyniów. Latem 2009 opuścił mołdawski klub i podpisał kontrakt z Zorią Ługańsk. W styczniu 2010 kontrakt został anulowany i piłkarz otrzymał status wolnego agenta. Wiosną 2010 grał w drużynie Zirki Kirowohrad, a latem przeniósł się do Bukowyny Czerniowce. Na początku 2012 odszedł do Tytana Armiańsk, a w lipcu został piłkarzem klubu Naftowyk-Ukrnafta Ochtyrka. 27 czerwca 2013 podpisał kontrakt z Howerłą Użhorod. W styczniu 2014 został zaproszony do Illicziwca Mariupol.